# Raffael
Pour les articles ayant des titres homophones, voir Rafael, Caetano et Araújo (homonymie).
Raffael Caetano de Araújo dit Raffael, né le 28 mars 1985 à Fortaleza au Brésil, est un footballeur brésilien évoluant au poste d'attaquant ou milieu offensif.

## Biographie

### Jeunesse
Né à Fortaleza, au Brésil, le jeune Raffael s’intéresse très tôt au ballon par le biais du futsal. Il passe beaucoup de temps à jouer avec ses amis au quartier de Fatima, où il grandit. La pratique du futsal lui permet de développer des qualités techniques au-dessus de la moyenne. Il reçoit le soutien de sa famille, mais surtout de son père, Gaetano, ancien arrière droit de Fortaleza, qui l'encourage à persévérer dans sa passion. En 1994, il rejoint l'AABB, club social de São Paulo. Raffael se fait rapidement remarquer pour sa capacité à marquer des buts.

### Débuts (2003-2005)
En juin 2003, il part à Chiasso, dans la partie italienne de la Suisse. Il fait alors ses débuts professionnels avec le FC Chiasso qui évolue en seconde division suisse et ne tarde pas à se faire remarquer par le FC Zurich qui l'engage en 2005. Il conquit rapidement les fans avec ses dribbles, ses gestes techniques et ses nombreux buts spectaculaires.

### FC Zurich (2005-2008)
Âgé de 20 ans, Raffael rejoint l'un des meilleurs clubs suisses, le FC Zurich. Le milieu offensif se démarque durant ses deux premières saisons où il termine deux fois meilleur passeur du championnat. Il est souvent repositionné au poste d'attaquant. À la suite d'une victoire contre le FC Bâle lors de la dernière journée de championnat, le club est champion de Suisse et le jeune joueur gagne le premier trophée de sa carrière. Raffael remporte également à deux reprises le championnat. En deux saisons, il marque à 35 reprises, total élevé pour un milieu. Le numéro 14 se révèle important en compétition européenne même si le parcours du club est tortueux et s’arrête souvent au stade des poules. Au début de la saison 2011-2012, il inscrit 12 buts en seulement 15 matches et beaucoup de clubs se penchent sur lui. Raffael aura joué 100 matches pour 49 buts marqués, soit près d'un but tous les deux matches.

### Découverte de l'Allemagne au Hertha Berlin (2008-2012)
Au début de janvier 2008, le Brésilien rejoint le Hertha Berlin, où évolue son ancien entraîneur de Zurich, Lucien Favre, favorisant ainsi son intégration dans le club. Il marque son premier but pour le Hertha dès son second match, face à Stuttgart. Sa première saison au club montre l'importance de Raffa, qui apporte une sérénité au secteur offensif de l'équipe. Mais à la fin de la saison 2009-2010, les berlinois finissent derniers du championnat et sont relégués en Bundesliga 2, la seconde division allemande. La saison 2010-2011 se passe mieux pour Raffael et son club puisqu'ils sont sacrés champions de D2 et remontent ainsi en Bundesliga. Malgré une saison 2011-2012 satisfaisante pour le milieu, il quitte le Hertha en juillet 2012.

### Bref passage à Kiev puis à Schalke 04 (2012-2013)
Raffael quitte l'Allemagne pour l'Ukraine et le Dynamo Kiev en 2012. Il reçoit alors le numéro 7, à la suite du départ à la retraite de la légende du club Andriy Shevchenko. Mais il ne s'imposera pas en tant que titulaire régulier, jouant 9 matches de championnat à la mi-saison et marquant à une reprise. Le Dynamo décide de le prêter au Schalke 04 pour le reste de la saison en janvier 2013. Là encore, il peine à retrouver sa forme habituelle et finit la saison avec 29 matches joués toutes compétitions confondues. À la fin de saison, il quitte le club ukrainien.

### Borussia Mönchengladbach (depuis 2013)
En juin 2013, Raffael rejoint le Borussia Mönchengladbach. Il devient rapidement un élément offensif important pour le club allemand, son sens du but l'amenant à être décisif. Il réalise une première saison convaincante avec 15 buts inscrit en 35 matches. Durant la saison 2014-2015, il forme avec Max Kruse un duo offensif efficace qui permet au Borussia de finir 3e du championnat.

## Vie privée
Raffael a un frère, de un an son cadet, nommé Ronny, également footballeur, qui évolue au Herta Berlin.

## Statistiques
Ce tableau présente les statistiques en carrière de Raffael : 
| Saison                | Club                     | Championnat           | Championnat | Championnat | Championnat | Coupe(s) nationale(s) | Coupe(s) nationale(s) | Coupe(s) nationale(s) | Compétition(s) continentale(s) | Compétition(s) continentale(s) | Compétition(s) continentale(s) | Compétition(s) continentale(s) | Barrages | Barrages | Barrages | Total | Total | Total |
| Saison                | Club                     | Division              | M.          | B.          | P.d.        | M.                    | B.                    | P.d.                  | Comp.                          | M.                             | B.                             | P.d.                           | M.       | B.       | P.d.     | M.    | B.    | P.d.  |
| 2005-2006             | FC Zurich (prêt)         | Super League          | 31          | 14          | 10          | 5                     | 4                     | 0                     | C3                             | 4                              | 3                              | 0                              | -        | -        | -        | 40    | 21    | 10    |
| 2006-2007             | FC Zurich                | Super League          | 31          | 13          | 15          | -                     | -                     | -                     | C1                             | 2                              | 0                              | 0                              | -        | -        | -        | 33    | 13    | 15    |
| 2007                  | FC Zurich                | Super League          | 15          | 12          | 0           | 4                     | 2                     | 0                     | C1+C3                          | 2+6                            | 0+1                            | 0                              | -        | -        | -        | 27    | 15    | 0     |
| Sous-total            | Sous-total               | Sous-total            | 77          | 39          | 25          | 9                     | 6                     | 0                     | -                              | 14                             | 4                              | 0                              | -        | -        | -        | 100   | 49    | 25    |
| 2008                  | Hertha Berlin            | Bundesliga            | 15          | 4           | 5           | -                     | -                     | -                     | -                              | -                              | -                              | -                              | -        | -        | -        | 15    | 4     | 5     |
| 2008-2009             | Hertha Berlin            | Bundesliga            | 33          | 6           | 3           | 2                     | 0                     | 1                     | C3                             | 8                              | 2                              | 0                              | -        | -        | -        | 43    | 8     | 4     |
| 2009-2010             | Hertha Berlin            | Bundesliga            | 31          | 7           | 4           | 2                     | 2                     | 0                     | C3                             | 7                              | 1                              | 0                              | -        | -        | -        | 40    | 10    | 4     |
| 2010-2011             | Hertha Berlin            | 2.Bundesliga          | 30          | 10          | 6           | 1                     | 0                     | 0                     | -                              | -                              | -                              | -                              | -        | -        | -        | 31    | 10    | 6     |
| 2011-2012             | Hertha Berlin            | Bundesliga            | 31          | 6           | 9           | 1                     | 0                     | 0                     | -                              | -                              | -                              | -                              | 2        | 1        | 0        | 34    | 7     | 9     |
| Sous-total            | Sous-total               | Sous-total            | 140         | 33          | 27          | 6                     | 2                     | 1                     | -                              | 15                             | 3                              | 1                              | 2        | 1        | 0        | 163   | 39    | 29    |
| 2012                  | Dynamo Kiev              | Premyer Liha          | 9           | 1           | 2           | 1                     | 0                     | 1                     | C1                             | 3                              | 0                              | 0                              | -        | -        | -        | 13    | 1     | 3     |
| Sous-total            | Sous-total               | Sous-total            | 9           | 1           | 2           | 1                     | 0                     | 1                     | -                              | 3                              | 0                              | 0                              | -        | -        | -        | 13    | 1     | 3     |
| 2013                  | Schalke 04 (prêt)        | Bundesliga            | 16          | 2           | 5           | -                     | -                     | -                     | -                              | -                              | -                              | -                              | -        | -        | -        | 16    | 2     | 5     |
| Sous-total            | Sous-total               | Sous-total            | 16          | 2           | 5           | -                     | -                     | -                     | -                              | -                              | -                              | -                              | -        | -        | -        | 16    | 2     | 5     |
| 2013-2014             | Borussia Mönchengladbach | Bundesliga            | 34          | 15          | 7           | 1                     | 0                     | 0                     | -                              | -                              | -                              | -                              | -        | -        | -        | 35    | 15    | 7     |
| 2014-2015             | Borussia Mönchengladbach | Bundesliga            | 31          | 12          | 2           | 2                     | 0                     | 0                     | C3                             | 9                              | 2                              | 2                              | -        | -        | -        | 42    | 14    | 4     |
| 2015-2016             | Borussia Mönchengladbach | Bundesliga            | 31          | 13          | 10          | 2                     | 0                     | 2                     | C1                             | 6                              | 2                              | 2                              | -        | -        | -        | 39    | 15    | 14    |
| 2016-2017             | Borussia Mönchengladbach | Bundesliga            | 20          | 7           | 0           | 2                     | 1                     | 0                     | C1+C3                          | 7+2                            | 5+0                            | 2+1                            | -        | -        | -        | 31    | 13    | 3     |
| 2017-2018             | Borussia Mönchengladbach | Bundesliga            | 2           | 0           | 0           | 1                     | 1                     | 0                     | -                              | -                              | -                              | -                              | -        | -        | -        | 3     | 1     | 0     |
| Sous-total            | Sous-total               | Sous-total            | 118         | 47          | 19          | 8                     | 2                     | 2                     | -                              | 24                             | 9                              | 7                              | -        | -        | -        | 150   | 58    | 28    |
| Total sur la carrière | Total sur la carrière    | Total sur la carrière | 360         | 122         | 78          | 24                    | 10                    | 4                     | -                              | 56                             | 16                             | 8                              | 2        | 1        | 0        | 442   | 149   | 90    |

## Palmarès
- FC Zurich
  - Champion de Super League en 2006 et 2007.
- Hertha Berlin
  - Champion de 2.Bundesliga en 2011.